# 莫里斯·德·薩克斯
萨克森伯爵莫里斯（法语：Maurice comte de Saxe，德语：Hermann Moritz Graf von Sachsen；1696年10月28日—1750年11月20日），本名赫尔曼·莫里茨（德语：Hermann Moritz），其称呼多据法语翻译为“萨克斯”或“莫里斯·德·萨克斯”，十八世紀中期法军将领、军事家，曾任法国元帅和法国大元帅，在奧地利王位繼承戰爭的軍事表現尤为突出。莫里斯生于德意志，是萨克森选帝侯兼波兰国王奥古斯特二世的私生子。

## 生平

### 青少年时期
赫尔曼·莫里茨1696年生于神圣罗马帝国戈斯拉尔帝国自由城市，是时任萨克森选帝侯腓特烈·奥古斯特一世（后为波兰国王暨立陶宛大公，称奥古斯特二世）与其情妇玛丽亚·奥罗拉·冯·柯尼希斯马克的私生子，也是奥古斯特二世的众多私生子女中年龄最长者。
莫里斯的青少年时期在德意志度过，并未与其父腓特烈·奥古斯特共同生活，仅在两岁时见过身居华沙、已被选为波兰国王的父亲。1711年，时年15岁的莫里斯正式获得父亲承认，并获封萨克森伯爵的头衔。莫里斯早年受到的文化教育较为有限，而是很早就开始接触萨克森和帝国的军事事务，12岁开始在欧根亲王麾下服役，参加了西班牙王位继承战争（未实际参与战斗），13岁授步兵上尉，15岁时起与其父奥古斯特二世一同参与大北方战争，17岁起在萨克森军队中指挥自己的军团。1717年，莫里斯随欧根亲王参与对奥斯曼帝国的战争。
成年后的莫里斯在相貌和性情上都与其父“强力王”奥古斯特颇为相似，同样酷好享乐，且同样体格强壮、膂力过人，据称莫里斯也能与奥古斯特一样徒手将马蹄铁掰弯。
1714年，莫里斯迎娶萨克森一位富有且年轻的女伯爵——约翰娜·维多利亚·冯·洛本，但由于莫里斯躁动而放纵的性情，两人的婚姻生活并不美满，莫里斯还大肆挥霍其妻带来的家族财产。1715年，约翰娜为莫里斯诞下一子，但当天即夭折。1721年，莫里斯向父亲请求离婚，并最终获准。同一时期，莫里斯去往法国军队中服役。

### 库尔兰公爵之争

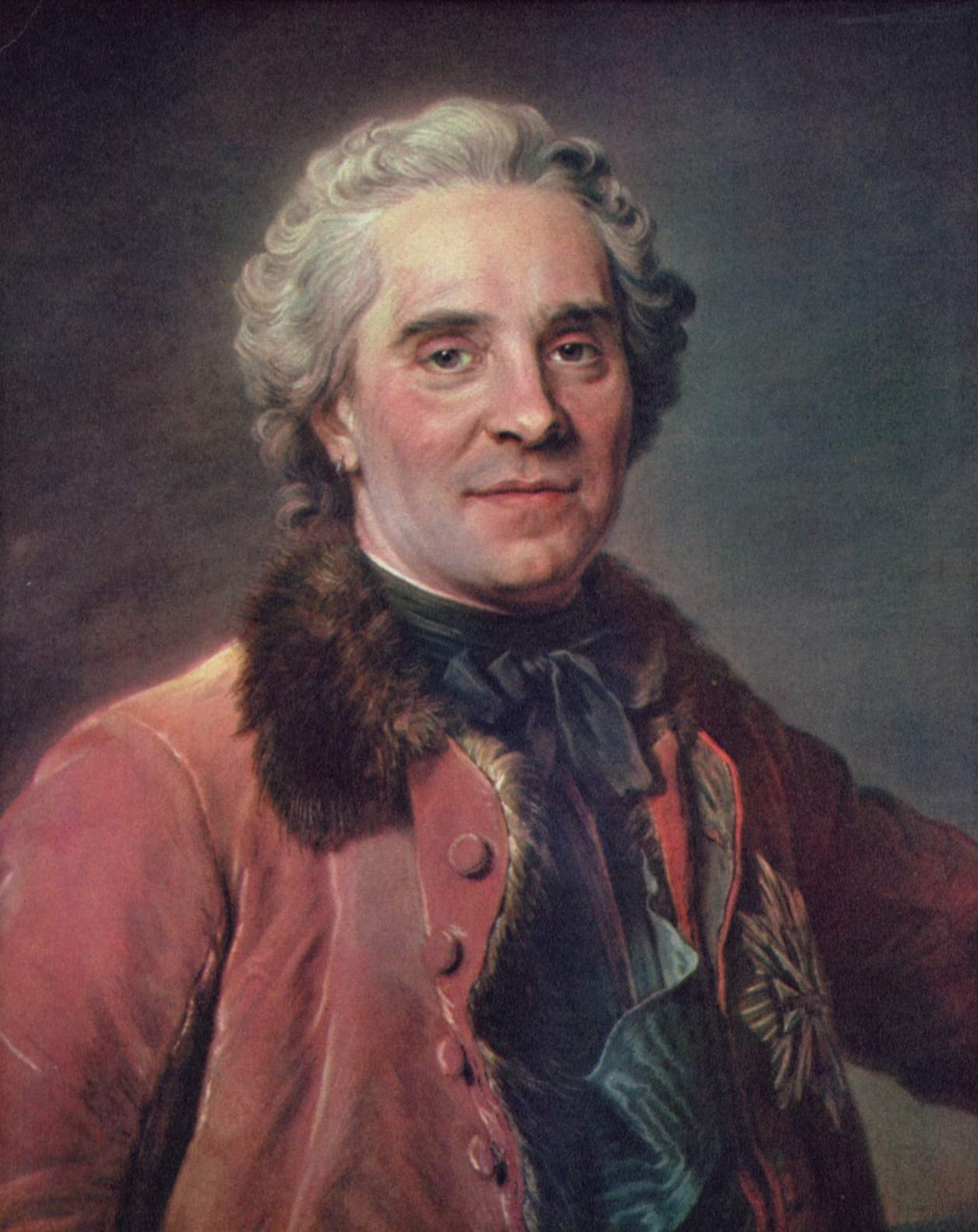
佩帶波蘭白鷹勳章的萨克森伯爵，1748年

1726年，莫里斯被邀请担任长期空位的库尔兰公国的公爵。1711年，前库尔兰公爵腓特烈·威廉·克特勒以18岁之龄早逝，一直没有合法且公认的继承者，其寡妻、出身俄国的安娜·伊凡诺芙娜·罗曼诺娃（后为俄罗斯女皇安娜，1730年-1740年在位）以摄政公爵夫人的身份统治该国已十余年。在安娜的支持下，莫里斯被选为公爵之位的继承者，且安娜有意与其结婚。库尔兰公国在法理上是隶属于波兰的附庸，而波兰议会不接受莫里斯担任库尔兰公爵。在其情人、法国知名女演员艾德丽安·勒库弗尔的资金支持下，莫里斯率领一支军队前往库尔兰。在拒绝与公爵夫人安娜·伊凡诺芙娜·罗曼诺娃成婚后，莫里斯开始同时受到公爵夫人、波兰及俄罗斯方面的反对。1727年，俄罗斯出兵迅速控制了库尔兰公国，将莫里斯赶走，并最终推举了自己认可的人选担任库尔兰公爵。莫里斯只得撤出，返回法国。

### 扬名法军

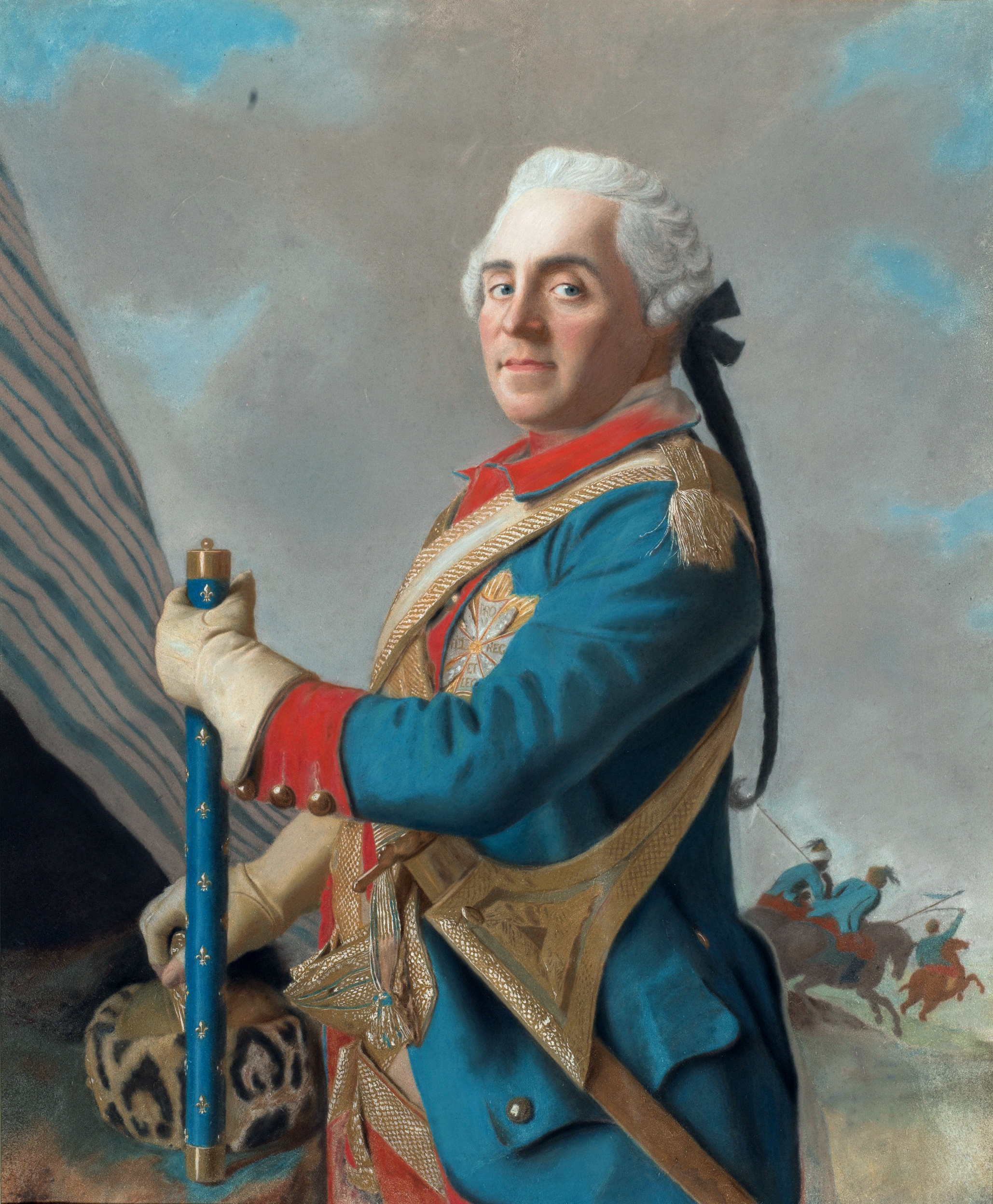
着元帅服的萨克森伯爵，1748年

#### 波兰王位继承战争
1733年，莫里斯之父奥古斯特二世逝世，莫里斯的异母兄腓特烈·奥古斯特继位为波兰国王奥古斯特三世，法国支持斯坦尼斯瓦夫·莱什琴斯基继任波兰国王，向萨克森-波兰及神圣罗马帝国宣战，引发了波兰王位继承战争。在战争中，莫里斯在贝里克公爵手下任职，因在菲利普斯围城战等战役中表现杰出而晋中将，受到法王路易十五信任与赏识。

#### 奥地利王位继承战争

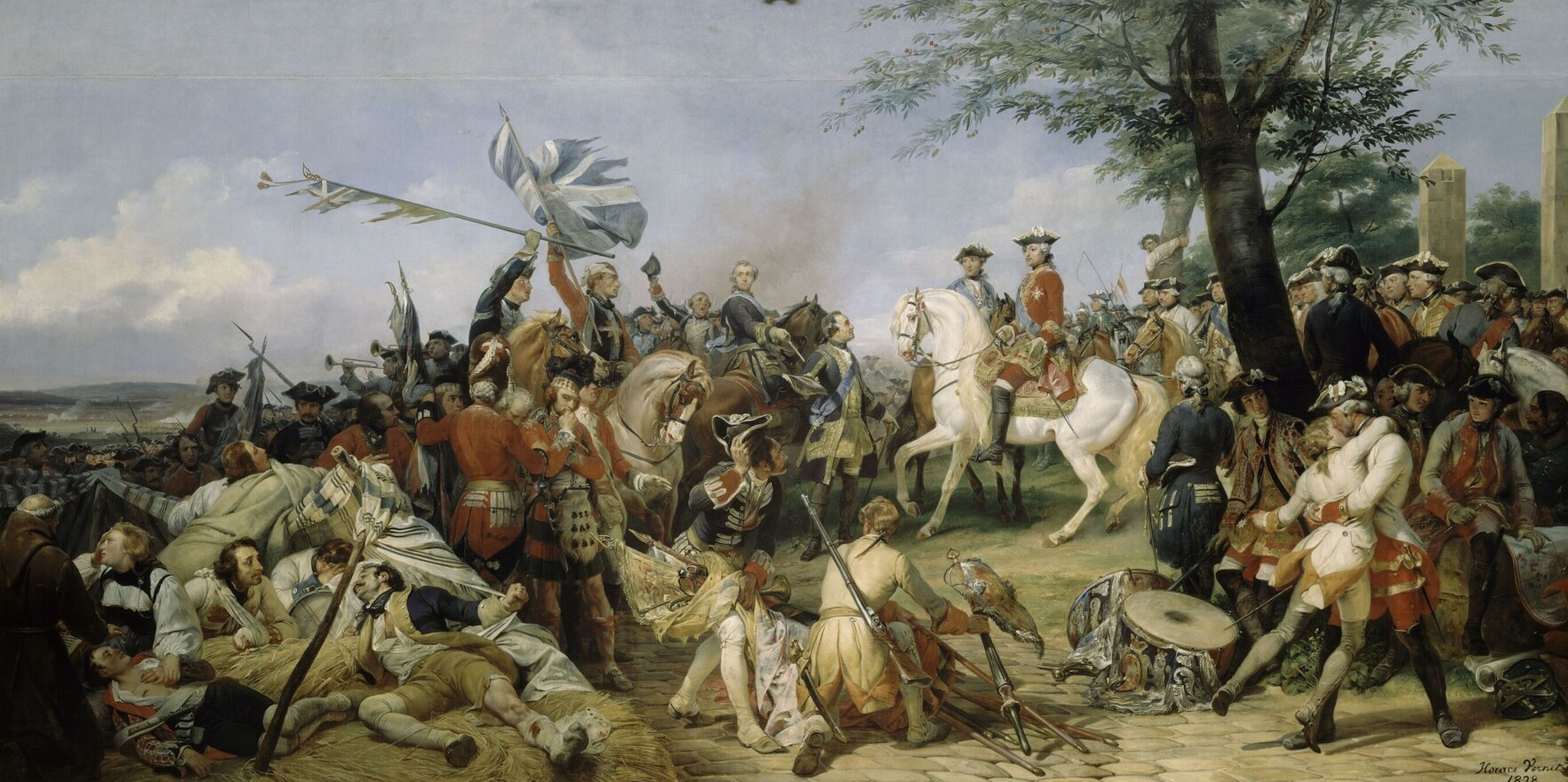
丰特努瓦战役。萨克森伯爵向路易十五献俘

1740年年末，奥地利王位继承战争爆发。1741年的布拉格战役中，莫里斯率军突袭布拉格，趁守军不备迅速占领该城，后于同年因战功而被晋升为法国元帅。而后，1742年，普鲁士、奥地利暂时停战，莫里斯撤出波希米亚，转战西部战线，撤回莱茵河构筑防线。1744年初，莫里斯率军约1万人在敦刻尔克一带集结，预备跨越海峡入侵英国、帮助“老王位觊觎者”詹姆斯·斯图亚特在英国复辟，但因遭遇风暴未果。莫里斯的军队随后被调往佛兰德方面对抗大陆上的敌军。
1745年，巴伐利亚退出战争，法军只得专注于奥属尼德兰和意大利的西线，法王路易十五亲临奥属尼德兰战场。莫里斯作为奥属尼德兰方面的法军总指挥官，开展军事行动。4月，莫里斯率法军约7万围攻图尔奈，意图迫使联军主力前来解围。此地是奥属尼德兰重镇，根据条约由荷兰共和国军队主导驻防。由英国坎伯兰公爵等率领的联军无法看清法军战略意图，且对法军人数估计不足，最终在5月11日的豐特努瓦戰役中大败于莫里斯指挥的法军，法军对联军造成了逾万人的伤亡。6月19日，法军攻占图尔奈，随后迅速向佛兰德北部推进；至7月，已进抵荷兰共和国南部边境、对其构成威胁，至1746年则已占领奥属尼德兰安特卫普、布鲁塞尔等多数要地。莫里斯后又指挥军队于1746年的羅庫爾戰役、1747年的勞費爾德戰役接连击败敌军，至1748年又攻占联军在奥属尼德兰方面最后一个前哨——马斯特里赫特。然而，尽管连战连捷，莫里斯却未能对联军取得决定性的胜利，且法国已因多年战事出现财政危机，提早与英国、奥地利准备媾和，奥地利王位继承战争最终经1748年10月的《亚琛条约》结束。
莫里斯在战争中安排得当，指挥若定，通过丰特努瓦等役的胜利奠定了自己作为同时期欧洲杰出将领的地位；1747年因战功获封法国大元帅的荣誉头衔，成为史上仅有的6名获得此头衔的将领之一，并在军中和民间享有崇高声望。

### 个人生活与晚年

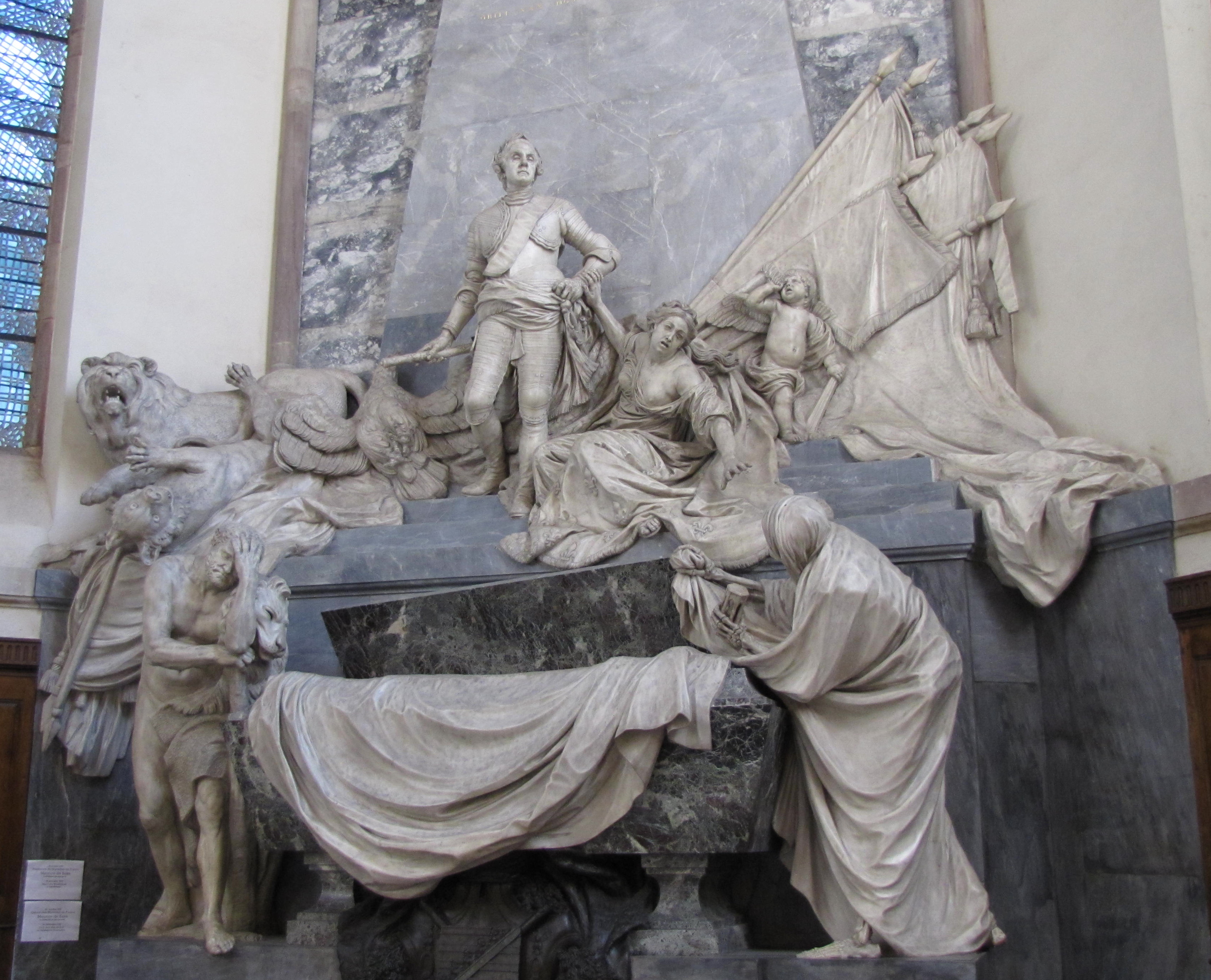
圣多马教堂萨克森伯爵莫里斯之墓。元帅受死神召唤，坦然走向棺椁，化身为女子形象的法兰西试图阻拦。左侧的鹰、狮子和猎豹分别代表被其击败的奥地利、荷兰和英国

1745年，路易十五为表彰莫里斯的战功将香波尔城堡赏赐给他，他在晚年生活于此处，他的元帅亲卫队“萨克森志愿军”也驻扎于此处。从1725年到1749年退役，萨克森伯爵一直梦想并追求拥有自己的王国，但直到1750年11月去世，这一梦想也未实现。1749年，莫里斯在无忧宫与普鲁士国王腓特烈二世会面，腓特烈大帝称赞了他的军事成就和战术思想。
莫里斯晚年又曾有多位情人，他一生无子，仅有数个私生女，其中最小的玛丽-奥萝尔·德·萨克斯是女作家乔治·桑（本名阿芒蒂娜-露西尔-奥萝尔·迪潘）的祖母，因此萨克森伯爵莫里斯是乔治·桑的曾外祖父。
1750年，萨克森伯爵莫里斯在香波尔城堡逝世，死后在巴黎举行了葬礼，并下葬于斯特拉斯堡圣多马教堂。莫里斯为新教徒，因此未在巴黎下葬。

## 著作与军事思想
1732年，萨克森伯爵莫里斯写下了军事著作《梦想》（Mes Rêveries，又译《我的沉思》），这部作品是18世纪的重要军事理论作品，在书中体现了其个人颇为前卫的战略战术思想，例如强调处理军事事务中应运用理性、科学的方法，推崇机动战而非围城战等。1757年，该书在其逝世后公开出版。

## 身后
巴黎第七区、第十五区的萨克森大街（Avenue de Saxe）以萨克森伯爵莫里斯的名字命名；这条街道的起点之一为丰特努瓦广场。里昂第三区、里昂第六区有一条名为萨克森元帅大街（Avenue du Maréchal de Saxe）的街道。